# Puskás Ferenc (hadmérnök)

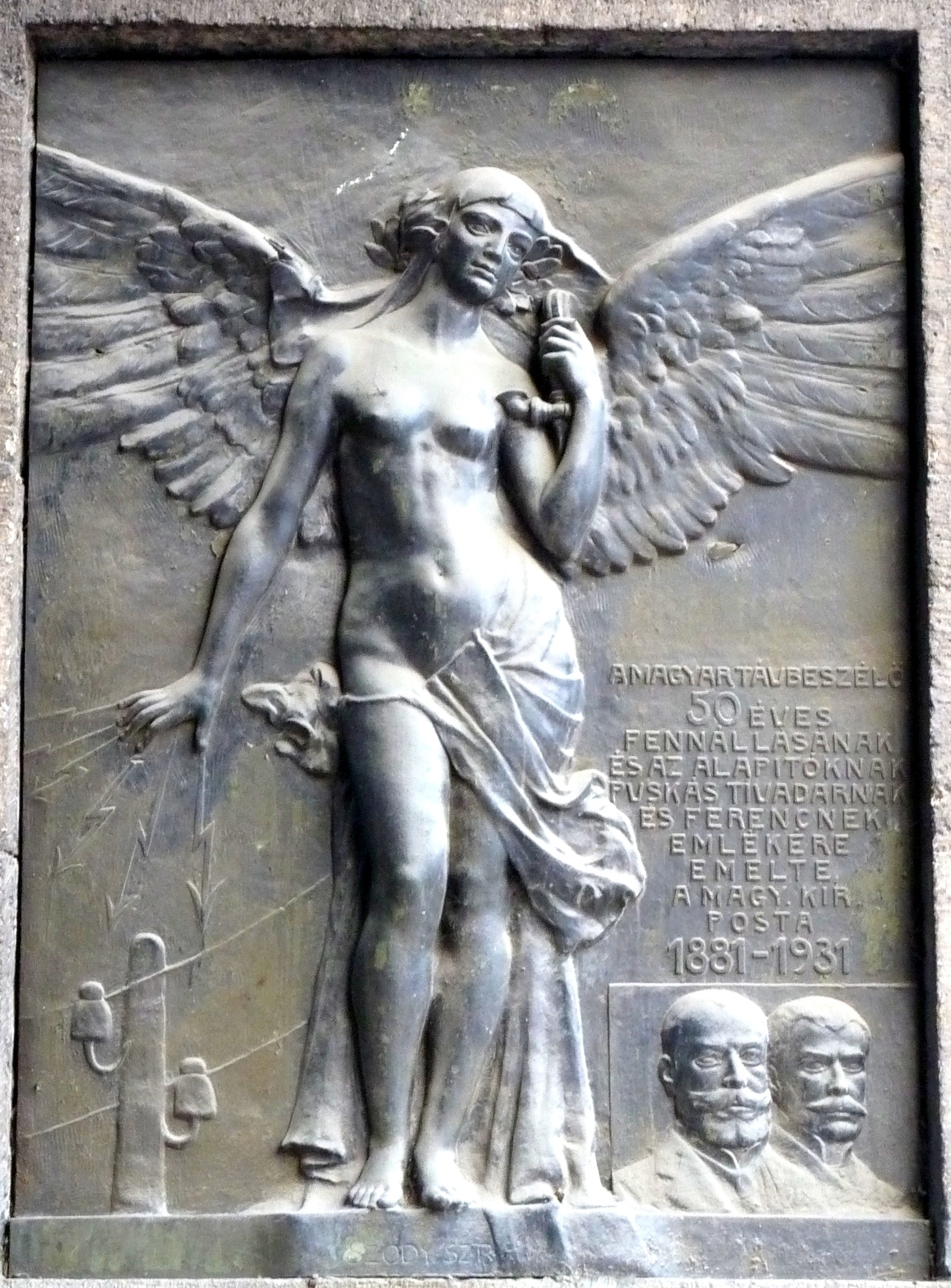
Puskás Tivadar és Ferenc emléktáblája a hajdani József telefonközpont épületén

Ditrói Puskás Ferenc (Pest, 1848. március 30. – Budapest, 1884. március 22.) magyar hadmérnök, az első budapesti telefonközpont megépítője és első igazgatója, Puskás Tivadar öccse.

## Élete
A székely, nemesi származású ditrói Puskás Ferenc hajózási vállalkozó és Agricola Mária fia. A Puskás-család hosszú ideig Csík vármegyében élt, innen származott a ditrói előnév is. Iskoláit a bécsi jezsuita Theresianumban végezte, majd – bécsi műegyetemi tanulmányait anyagi okokból félbehagyva – huszárfőhadnagy lett az Osztrák–Magyar Monarchia hadseregében. Onnan bátyja, Tivadar ösztönzésére kilépett, és a hazai telefonhálózat kiépítésével kezdett foglalkozni. 1879-ben Budapesten, a Gyöngytyúk utcai, második emeleti lakása és egy földszinti lakás között épített ki telefonvonalat. A pesti közönség megcsodálta a bemutatót, furcsa játékszernek nézte a telefont, de nem látta meg a gyakorlati jelentőségét. Puskás Ferenc hosszas előszobázás után,1880. május 20-án kapott húsz évre szóló engedélyt telefonhálózat létesítésére. A koncesszió díja évi nyolc aranyforint volt. Első, huszonöt előfizetőt kiszolgáló telefonközpontja – Európában a negyedik – 1881. május elsején, a belvárosi Fürdő utca 10. szám alatt, egy harmadik emeleti lakásban kapott helyet. A második pesti központ három hónappal később – augusztus elsején – a Lövész utca 11.-ben létesült. A következő évben Buda is kapott központot, a Pálffy tér 4-ben. Mindkét fiókközpont a Fürdő utcai központtal állt csak összekötésben, tehát ha például egy Lövész utcai előfizető egy budai előfizetővel kívánt beszélni, akkor a hívást három nagysád (telefonközpont-kezelőnő) a Fürdő utcai központon keresztül létesítette. Az első – 238 számot tartalmazó – telefonkönyv 1882. február elsején jelent meg.
A Fürdő utcai központhoz még Edison-féle Bergmann gyártmányú készülékeket csatlakoztattak, de rövidesen megindult a hazai gyártás is: Egger Béla és tsa. (jogutódja az Egyesült Villamossági Gyár, majd a Standard, végül a BHG Híradástechnikai Vállalat), valamint a Deckert és Homolka cég telefonkészülékeket és központokat kezdett gyártani. Ezután további telefonközpontok létesültek Pozsonyban, Temesvárott, Aradon, Pécsett, Debrecenben, Nagyváradon, Miskolcon, Zágrábban, Fiuméban, Sopronban, Győrött és Szegeden. 
Puskás Ferenc – magát túlhajtva – megbetegedett, és egy héttel harminchatodik születésnapja előtt elhunyt. A telefonengedélyt még a halála előtt, 1883-ban átírták bátyja, Puskás Tivadar nevére, akinek munkája nyomán a telefon hódítása újabb lendületet kapott.